# Caloptilia rjabovi
Caloptilia rjabovi är en fjärilsart som beskrevs av Kuznetzov och Seksjaeva V.Baryshnikova 2001. Caloptilia rjabovi ingår i släktet Caloptilia och familjen styltmalar.
Artens utbredningsområde är Azerbajdzjan. Inga underarter finns listade i Catalogue of Life.